# Салманка
Салма́нка — река в Татарстане, левый и крупнейший приток реки Актай.

## Описание
Длина реки 27 км, площадь водосбора 199 км². Протекает по открытой равнинной местности на северо-западе Алькеевского района, в устьевой части течёт по границе с Алексеевским районом.
Исток к югу от деревни Абдул-Салманы. В верховьях течёт на север, от села Старые Салманы сворачивает на северо-северо-восток. Впадает в Актай чуть выше села Гурьевка.
Основной приток — Нохратка (пр). В бассейне имеется множество мелких бессточных озёр.
Протекает через восемь сёл и деревень: от истока — Абдул-Салманы, Старые Салманы, сросшиеся сёла Новые Салманы/Салманы, Нижние Салманы, Анины Салманы, Хлебодаровка, Демидовка. Всего в бассейне расположены 11 населённых пунктов с общей численностью населения около 1,3 тысячи человек (2017).
Реку пересекают автодороги «Базарные Матаки — Болгар» и 16К-0121 «Алексеевское — Высокий Колок».

## Данные водного реестра
По данным государственного водного реестра России относится к Нижневолжскому бассейновому округу, водохозяйственный участок реки — Камский участок Куйбышевского водохранилища от устья Камы до пгт Камское Устье без рек Шешма и Волга. Речной бассейн реки — Волга от верховий Куйбышевского водохранилища до впадения в Каспий.
Код водного объекта в государственном водном реестре — 11010000312212100004474.